# 倫蒂尼恩
伦敦，又稱羅馬倫敦，公元約43年建於今倫敦市一帶的聚居地。有賴泰晤士河上的橋樑，倫蒂尼恩發展為道路樞紐和主港口，是羅馬帝國不列顛尼亞行省的重要商業中心，及至5世紀衰亡。
隨着1世紀中葉建城，早期伦敦僅佔地1.4平方公里（0.5平方英里），相當於今日海德公園的範圍，其中一座山丘上駐有守兵。及至60、61年左右，愛西尼族酋長布狄卡女王率領眾布立吞部落揭桿起義，逼使羅馬守軍棄城，並將該處夷為平地。布立吞起義軍於惠特靈大道戰役被擊敗後，倫蒂尼恩遂重建為羅馬的規劃城鎮，歷經十年才復甦。1世紀後期，倫蒂尼恩擴展迅速，不久便成為不列顛尼亞行省最大的城市。時值新世紀之交，伦敦的人口攀升至60,000人，取代卡姆羅多努（Camulodunum；今科尔切斯特）成為首府。2世紀期間，倫蒂尼恩獲得了空前的發展，其羅馬廣場（forum）及巴西利卡，是阿爾卑斯山以北最大型的建築群。羅馬帝國哈德良皇帝122年到訪這裏。考古發掘證實，一場大火幾乎摧毀了整座城，其後再度重建。2世紀後半葉，倫蒂尼恩的範圍和人口均再度萎縮。
雖然倫蒂尼恩在羅馬時期餘下的光景中仍見重要，然而已大不如前。考古學家發現，城內大部分地區被黑土覆蓋了數個世紀。190至225年間，羅馬人於城中近陸處修築了防衛牆，是不列顛尼亞行省的最大建設之一，與哈德良長城及羅馬道路網絡齊名。倫敦城牆自此矗立了1,600年之久，粗略地劃定了古時倫敦市的邊界。

## 名稱

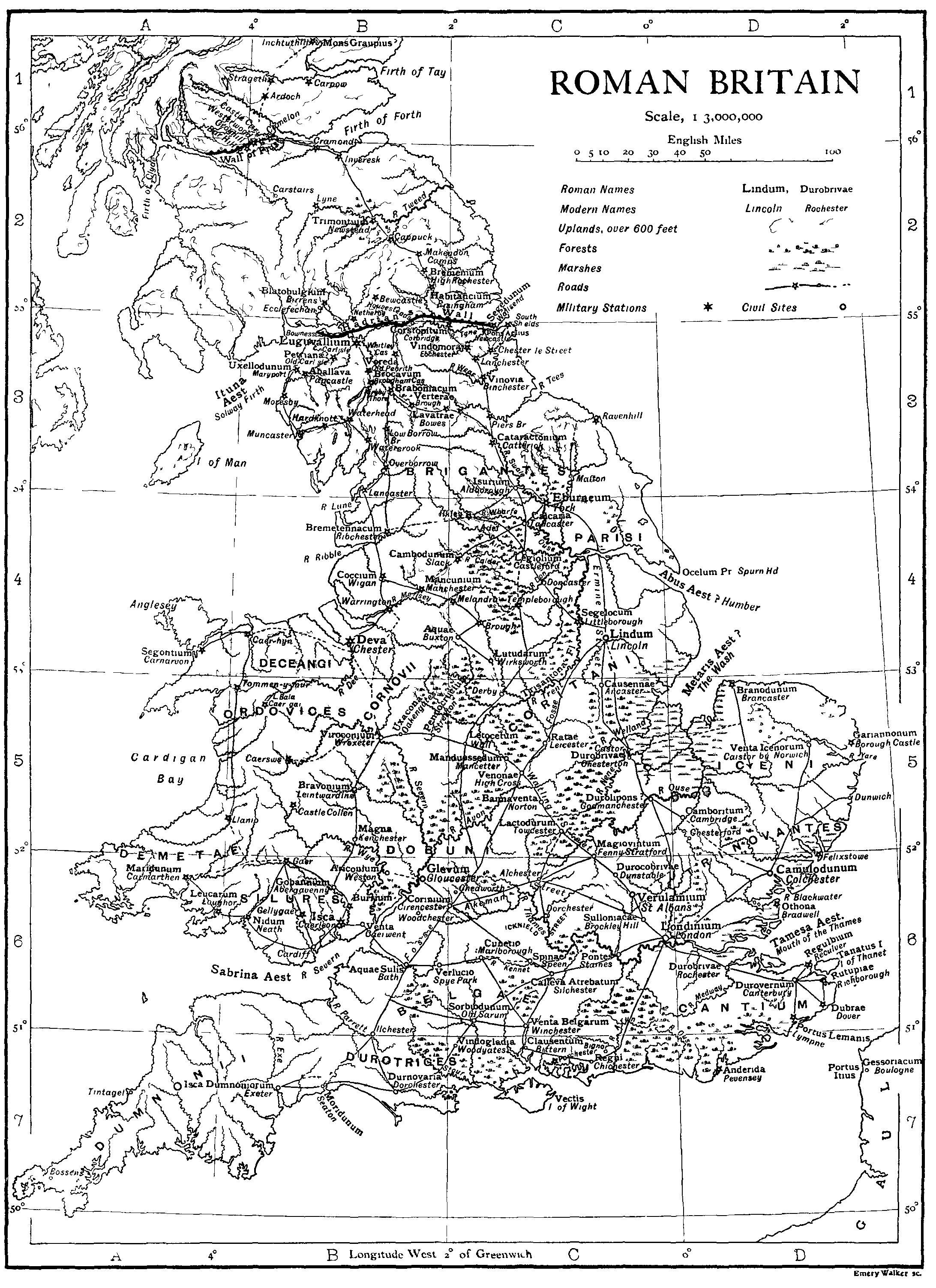
不列顛尼亞行省的地圖

Londinium語源不詳。如蒙茅斯的杰弗里所著的野史《不列顛諸王史》所述，Londinium的名祖是不列顛王Heli的兒子——Lud。這是訴諸民族詞源學和建國神話，不見於正史。較可靠的說法是，拉丁語名稱可能建基於凱爾特布立吞人的布立吞亞支地名，該名構擬為*Londinion。 在語言形態學上，這展現了由兩個後綴所組成的結構：-in-jo-。然而，羅馬人的Londinium不是London最接近的來源，因為i輔音變化，或會演變出Lyndon。另一說指，來自布立吞亞支]Londonion； 換個角度來看，不列颠拉丁语的本地發音，可能將Londinium變讀作Lundeiniu或Lundein，這亦避免了古英語中的i輔音變化。 9世紀《歷史上的不列顛》一書所載的不列顛二十八個城市列表，明確地註解了London在古威爾斯語作Cair Lundem或Lundein。

## 地理位置
伦敦的所在地保衛了羅馬人在泰晤士河北岸的橋頭堡和道路樞紐。它座落於康希爾山丘和泰晤士河支流瓦爾布魯克河一帶，西臨盧德門山，東至塔丘。羅馬征服不列顛以前，該地被西面的卡圖維勞尼人和東面的特里諾文特人爭奪；並與泰晤士河南岸的坎蒂人（Cantiaci）的領域接壤。
伦敦包含了現今倫敦市的範圍，大概以從前的倫敦城牆為邊界。其泰晤士河沿岸大概以西面的盧德門山及東面的倫敦塔為起訖點，全長約1.5公里（0.93英里）。北部城牆到達主教門及倫敦博物館附近的克里波門，有一條路段標示為「倫敦城牆」。墓地和市郊在市區外圍。

## 地位
伦敦的地位不明確。起初它似乎僅僅是一個小村（自布狄卡王后起義復甦以來，亦未見改變。 而Durovernum（今坎特伯雷）是諸部落的中心（拉丁語：civitas）。作為保衛泰晤士河新橋的北端的小要塞，伦敦逐漸發展為不列顛尼亞行省與大陸上其他羅馬帝國行省之間的重要的貿易港口。羅馬帝國歷史學家塔西陀的《編年史》寫道，正值布狄卡王后起義之時，「伦敦……雖未授以『殖民地』之名，但商旅、貿易船隻往來不絕。」 從建立時間上來看，伦敦的第一個廣場較為質樸，或反映出自治城镇地位初步提升，或反映出行政上獲承認為低等級而較大的羅馬-不列顛人聚居地。 無庸置疑，在全面再規劃當地街道（約120年的第二個廣場隨此而來）以前，伦敦幾乎獲授予殖民地的地位。
此時，不列顛的行政機關亦由卡姆羅多努遷至伦敦。是項變革的日期已無從稽考，亦無倖存資料足以表明伦敦為「不列顛首府」；然則其地位有數項有力的象徵：2世紀屋瓦上的標記，證實來自「總督（拉丁語：Procurator）」或「在伦敦的不列顛尼亞行省的稅吏」； 羅馬總督官邸，以及總督人員墓碑等遺跡相繼被發現；再者，該處守備優良，有一個2世紀初的新建軍營（縱使離邊境甚遠）。 撇除個別的文字訛誤，314年阿爾斯議會（今法國南部）的主教名單表明，Restitutus（羅馬-不列顛人主教）或Adelphius（不列顛人主教）其中一位來自伦敦。 伦敦似乎是羅馬教區主教代理人的駐地（但非主教教座），以及一位行省總督（遵循約300年羅馬帝國戴克里先皇帝改革）的轄地；368年之前，它改稱「Augusta」，一個用於首府的常見別稱。

## 歷史

### 建城
羅馬軍團來臨以前，該處為鄉郊地帶，地勢稍微起伏，有數條水流穿越（現闢為地下河流），並無凱爾特布立吞人的主聚居地。城市的拉丁文名稱現推斷源於布立吞亞支。當時倫敦的丘陵上即使沒有小村莊盤踞，亦時常有人聚集，而手工藝品的發現印證了此說。
伦敦在泰晤士河口周邊發展，地狹有利搭建羅馬橋，水深亦允許其時的遠洋艦艇進入。 潮汐水道的設置方便了船隻逆流而上。 巨大的橋墩底座遺址1981年在今倫敦橋旁發現。另有一些羅馬帝國克勞狄一世皇帝時期的兵營溝重見天日， 然而，倫敦博物館都市考古部（Department of Urban Archaeology；現為倫敦博物館考古部（Museum of London Archaeology Service, MOLAS）1970年代開始進行的考古發掘，則主張早期的聚居地很可能是私人企業所為。 羅馬大路邊的一道木製排水溝，於家禽街1號開鑿。根據樹輪年代學，該排水溝可追溯至47年，這可能是建造年份。
隨着1世紀中葉建城，早期羅馬倫敦範圍不大，僅佔地1.4平方公里（550英畝），相當於今日的海德公園。考古學家藉着當時不少從羅馬帝國各地進口的商品，提出羅馬倫敦起初是高度國際化的社區，帝國各地的商旅絡繹不絕，本地集市應運而生。

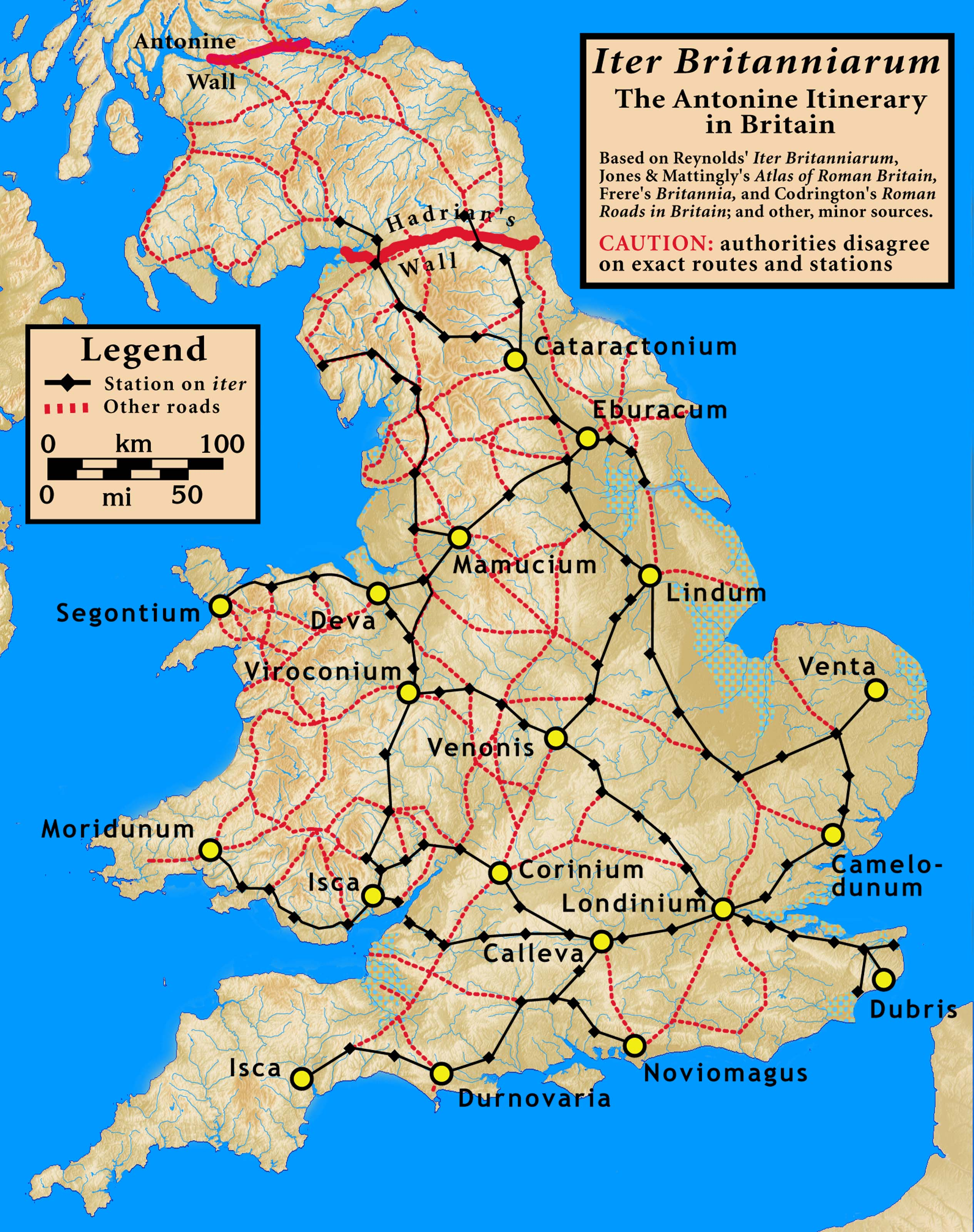
地圖顯示了已知的羅馬道路網絡地圖，並標示了《安敦尼皇帝路線》（拉丁文Itinerarium Antonini Augusti）中的路線

### 道路
記錄於《安敦尼皇帝路線》（拉丁語：Itinerarium Antonini Augusti）（2至3世紀間）的十五條不列顛路線中，有七條連接伦敦。 大多數在建城（約47年）後隨即動工。 這些道路現以威爾斯語或古英語名稱識別，而原來的羅馬語名稱由於記載（不論書寫或刻寫）匱乏，已悉數佚失。（依慣例，凡是羅馬帝國皇帝治下以其命名的街道，理應完工；克勞狄一世在位時，要數不列顛有多少道路和鄰近地區竣工，卻是不切實際的。）
起自肯特郡港口——Rutupiae（今Richborough)、Dubris（今多佛）及Lemanis（今Lympne）的一條道路，經過Durovernum（今坎特伯雷）後，似乎先在西敏地區附近的淺灘橫越泰晤士河，再轉向北面的倫敦新橋。 羅馬人為確保該條橫越沼澤地帶的道路不會下陷，特地鋪了一至三層原木組成的底土層。 這條路線，今日名為惠特靈大道。然後，從橋頭堡垂直穿過城中，接合其通向Viroconium（今Wroxeter）及Deva Victrix（今車士打）羅馬軍團基地的北延路段。大道通向東北，穿過古兵營通往卡姆羅多努，從那裏沿Pye路向東北通往Venta Icenorum（今凱斯特圣艾德蒙）。Ermine街從伦敦北至Lindum（今林肯）及Eboracum（今約克）。惡魔公路（Devil's Highway）這條公路連接伦敦至Calleva（今西爾切斯特），以及其通向西面那些橋樑（今斯坦斯）道岔的道路。一條小路直達城東南的主墓地，另有古時的路線通向西敏地區的淺灘。Stane街至Noviomagus（今奇切斯特）沒連接伦敦市區，而是起自薩瑟克南部市郊的橋頭堡。這些道路寬12-20米（39-66呎）不等。
1世紀60年代重建後，伦敦的街道呈網格狀。為了與羅馬要塞類比，那條東西向主街道現通稱「第十步兵隊路」（而那條南北向主街道（被與「第十步兵隊路」交界的十字路口以北的廣場中斷），則稱為「司令部路」（拉丁語：Via Principalis）。 主街道寬9-10米（30-33呎），橫街窄巷一般寬5米（16呎）。

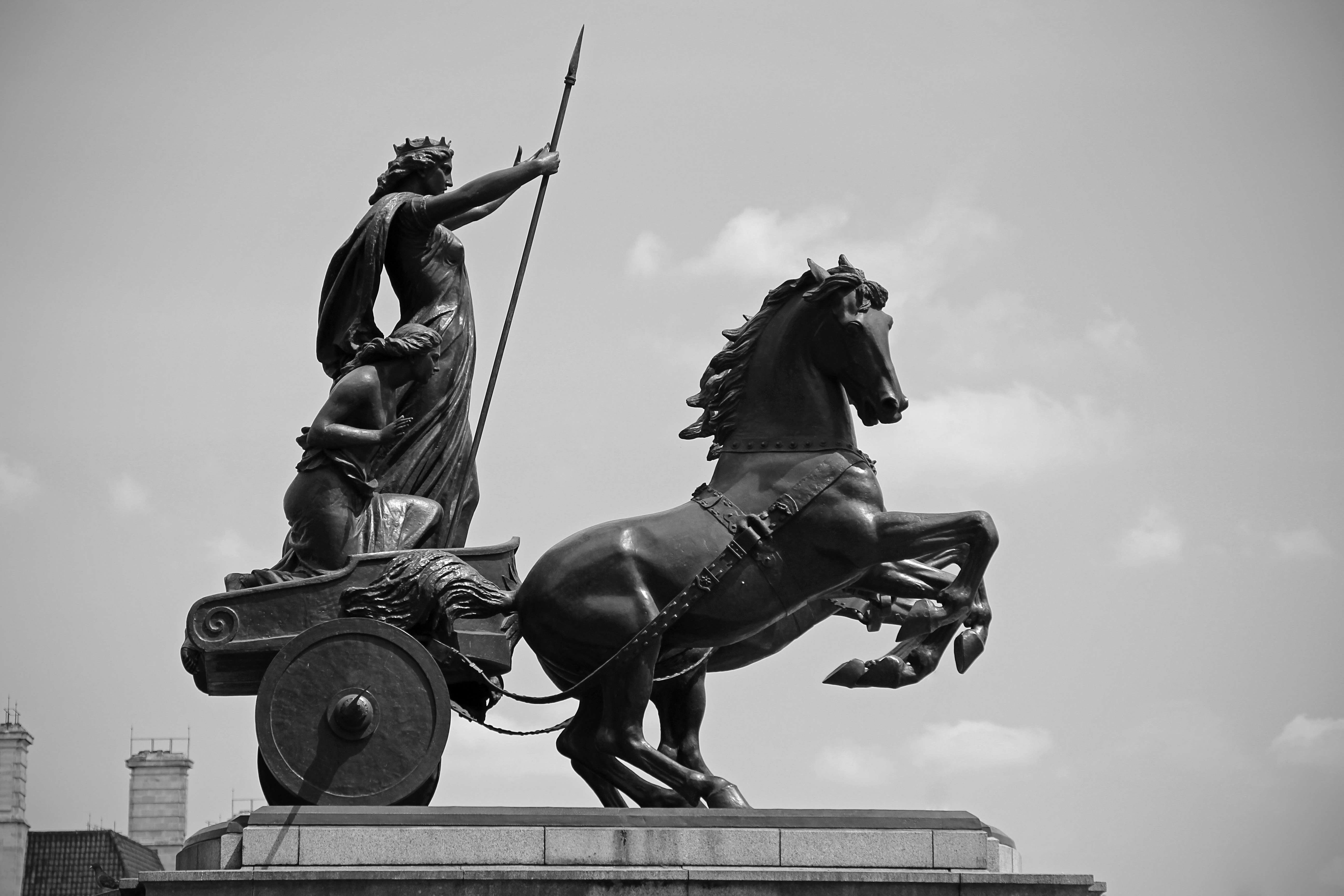
塔西陀作品的再發現，喚醒了英格蘭對布狄卡王后的興趣，尤其是時值維多利亞時代，她用作維多利亞女皇及大英帝國的象徵。

### 布狄卡
60、61年左右，就在倫蒂尼恩建城後十多年，愛西尼部落普拉蘇塔古斯國王逝世。47年，愛西尼起義，反對P. Ostorius Scapula向結盟部落提出解除武裝。普拉蘇塔古斯很可能就在起義宣告失敗後獲羅馬人任命， 甚或他曾在起義中協助羅馬人對抗他的部落居民。他的遺願是要將財產和土地分配予羅馬和兩個女兒，但羅馬法不允許女性繼承，而按照常規，聯盟領域為終身財產，在統治者死後被侵佔；這種情況發生於比提尼亞及加拉太。 羅馬金融家，包括塞內卡，立即請求收回國王的所有未償還的貸款， 而行省總督Catus Decianus充公了國王及其貴族的財產。根據羅馬帝國史家塔西陀的記載，布狄卡王后反對之際，羅馬人鞭打她，強姦她兩個女兒，並使貴族和男親屬為奴。 布狄卡遂領導了起義，反抗羅馬統治，終告失敗。
200個裝備不良的戰士，被調派至保衛首府及羅馬殖民地卡姆羅多努，他們很可能是來自倫蒂尼恩的守兵。 愛西尼與聯盟擊潰了他們，並將倫蒂尼恩夷為平地。Q. Petillius Cerialis領導的第九「西班牙」軍團，從弗斯要道（Fosse Way；Fosse為意大利語詞，源自拉丁語的fossa，指溝渠）南來，於卡姆羅多努戰役中被伏擊，大舉殲滅。當時，總督Catus Decianus帶着金銀財寶逃脫，或許經倫蒂尼恩逃至高盧。 G. Suetonius Paulinus一直於安格爾西島侵略（現稱為Menai大屠殺）中，領導第十四合組軍團及第二十英勇凱旋軍團；得知起義爆發後，他與軍團騎兵立即沿惠特靈大道折返。 第一則倫敦的相關記載見於塔西陀的《編年史》，書中描述他到達倫蒂尼恩，發現第九「西班牙」軍團時的境況：
|  | 一開頭，他（指G. Suetonius Paulinus）猶豫到底在那裏停手還是戰鬥。最終，他的算術不精——代價顯然是出於師指揮官（指Q. Petillius Cerialis）的草率——決意要他犧牲一座倫蒂尼恩城，以顧全整個行省。Suetonius沒受悲痛和控訴動搖，給了信號示意離去。當地居民獲准跟隨他。而那些留下來的婦女、老人，或眷戀不走的，一概被敵方屠殺。 |

考古挖掘披露了相當全面的證據，城市底下的一層紅灰燼，足見當年火災為害。Suetonius其後回到軍團較落後的步兵團，他在惠特靈大道戰役中與不列顛軍隊交戰，大捷，屠殺多達70,000人，當中包括敵方的軍營侍從。源遠流長的民間傳說指，戰役發生於英皇十字區，這純粹因為它在中世紀時是叫作戰役橋（Battle Bridge）的村莊。Suetonius的小隊回到戰士當中、维鲁拉米恩（今聖奧爾本斯）被夷為平地，以及其後在「一個山谷入口狹小，後有森林的地方」發生的戰役， 正正駁斥了該傳說；再者，現時並無考古跡象加以佐證。

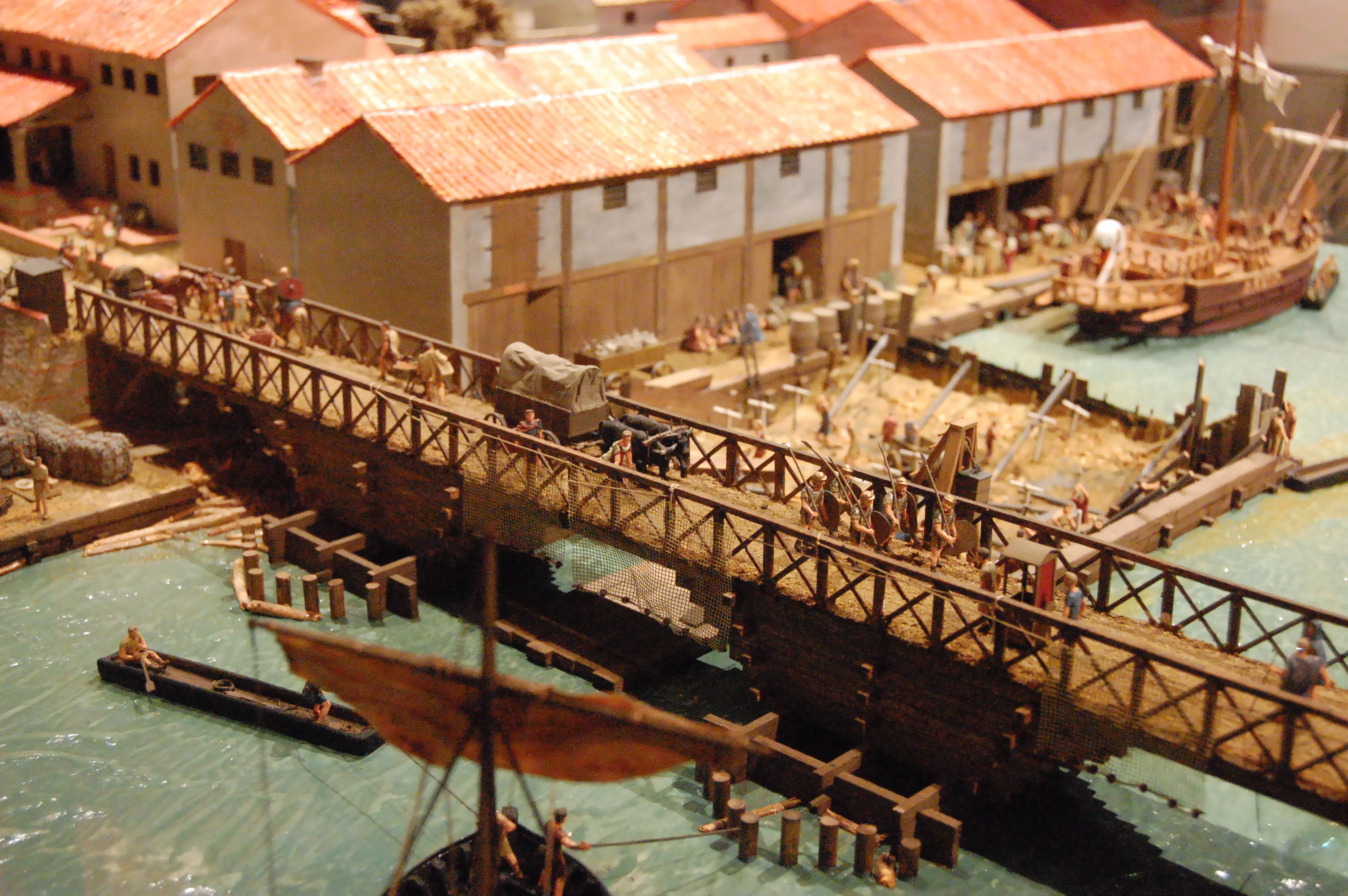
85-90年間倫敦的模型於倫敦博物館展出，展示了泰晤士河上的第一道橋

### 1世紀
滿目瘡痍過後，倫蒂尼恩重建為羅馬規劃城鎮。街道呈網格狀，主道路自橋頭堡橫越，而本地水流上的渡口又成一直線，故出現了這種傾向性。 一道防禦圍牆築於康希爾山丘（今Plantation Place一帶）。首個羅馬廣場建於70至80年代間， 開鑿成一個戶外庭院，周邊有一座巴西利卡及數間商店，總面積約100米×50米（330呎×160呎）。 巴西利卡貴為倫蒂尼恩的行政中心，依照羅馬法審理案件，亦為本地元老院的議事場所。這成了廣場北緣，而南入口位於今恩典堂街、朗伯德街及芬喬奇街交界北緣。 典型的羅馬廣場（forum），集市地區內會建有一座民間神廟；不列顛人則不然，他們是在巴西利卡內建立一座奉行羅馬儀式的小神殿。倫蒂尼恩的首個廣場似乎具備一座完整的神廟，置於廣場以西。
1世紀餘下的數十個年代，倫蒂尼恩擴展迅速，不久便成為不列顛尼亞行省最大的城市，縱然當地房屋大多數沿用木製。時值新世紀之交，倫蒂尼恩的人口攀升至60,000人， 取代卡姆羅多努成為首府。一座大建築於景隆街站附近被發現，其建造日期可追溯至該時期，估計曾用作總督宮殿（拉丁文praetorium）；殿中置有庭園、水池及數間大廳，個別大廳飾以羅馬式鑲嵌地板。 它位處泰晤士河口周邊的支流瓦爾布魯克河（現闢為地下河流）東岸。構築物的部件（可能是主入口部分），據推斷是倫敦石的前身。位於Huggin山上的羅馬浴場是另一同屬該時期的遺址，使用多年，及至200年被毀。經營妓院合法，但須納稅。

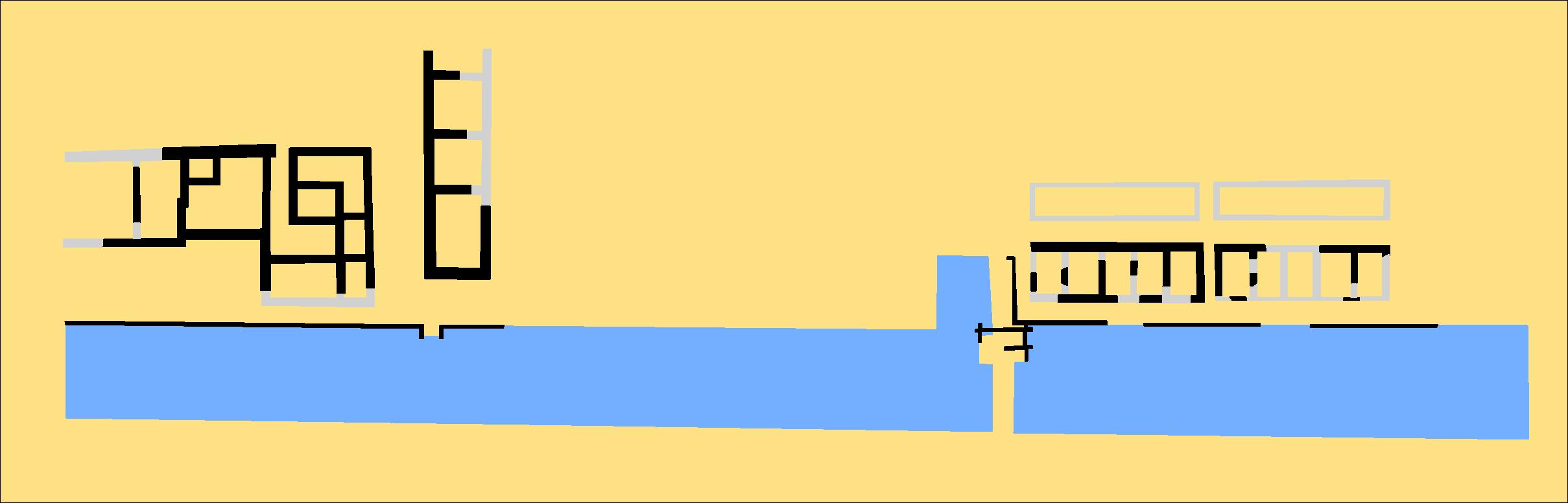
圖中為沿泰晤士河岸開鑿的倫蒂尼恩港口（100年）的羅馬構築物

### 港口
這個羅馬港口的主體於布狄卡起義後迅速重建， 水邊鋪滿碎石延伸開去，以利營建垂直於海岸的碼頭。港口分四段建造，發於倫敦橋上游，下達倫蒂尼恩中心地帶的瓦爾布魯克河。這個繁盛的港口後於3世紀擴建。裝甲碎片、皮帶和木建材上的軍事標記，反映出該處由城中的羅馬軍團所建置。 主要進口商品包括羅馬的精細陶器、珠寶和酒。 而兩個大倉庫的發現，意味着倫蒂尼恩實為熙來攘往的貿易樞紐，而非像鄰近羅馬的奧斯蒂亞（Ostia）般純屬集散中心。

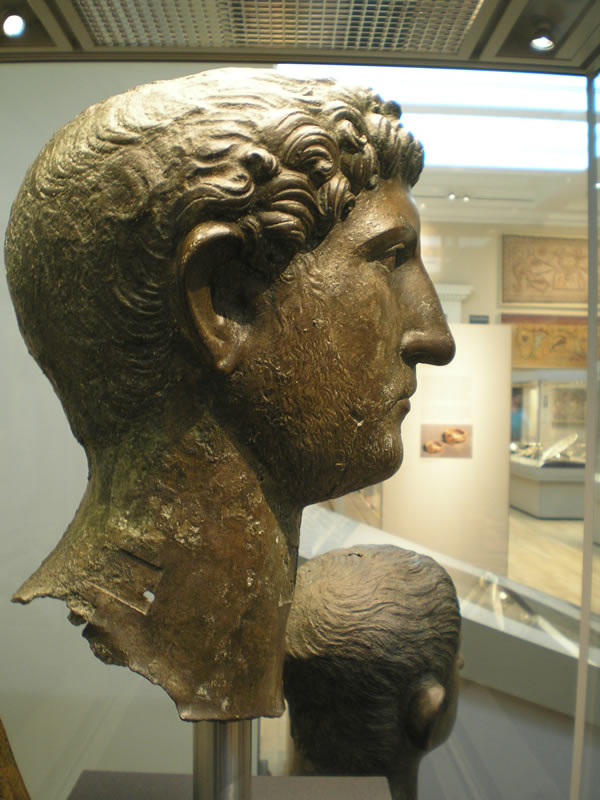
倫敦大英博物館內的哈德良皇帝銅首

### 2世紀
羅馬帝國哈德良皇帝122年到訪這裏。這時期前後別具一格的建築，可能因應其到訪而建造，甚或於「哈德良時期大火」後隨着城鎮重建而出現。考古學家發現這場火災為禍甚深，城中滿目瘡痍。這場大火缺乏力證，但似乎是發生於不列顛的相關時期；基於各種因素，此事被假定為偶發。

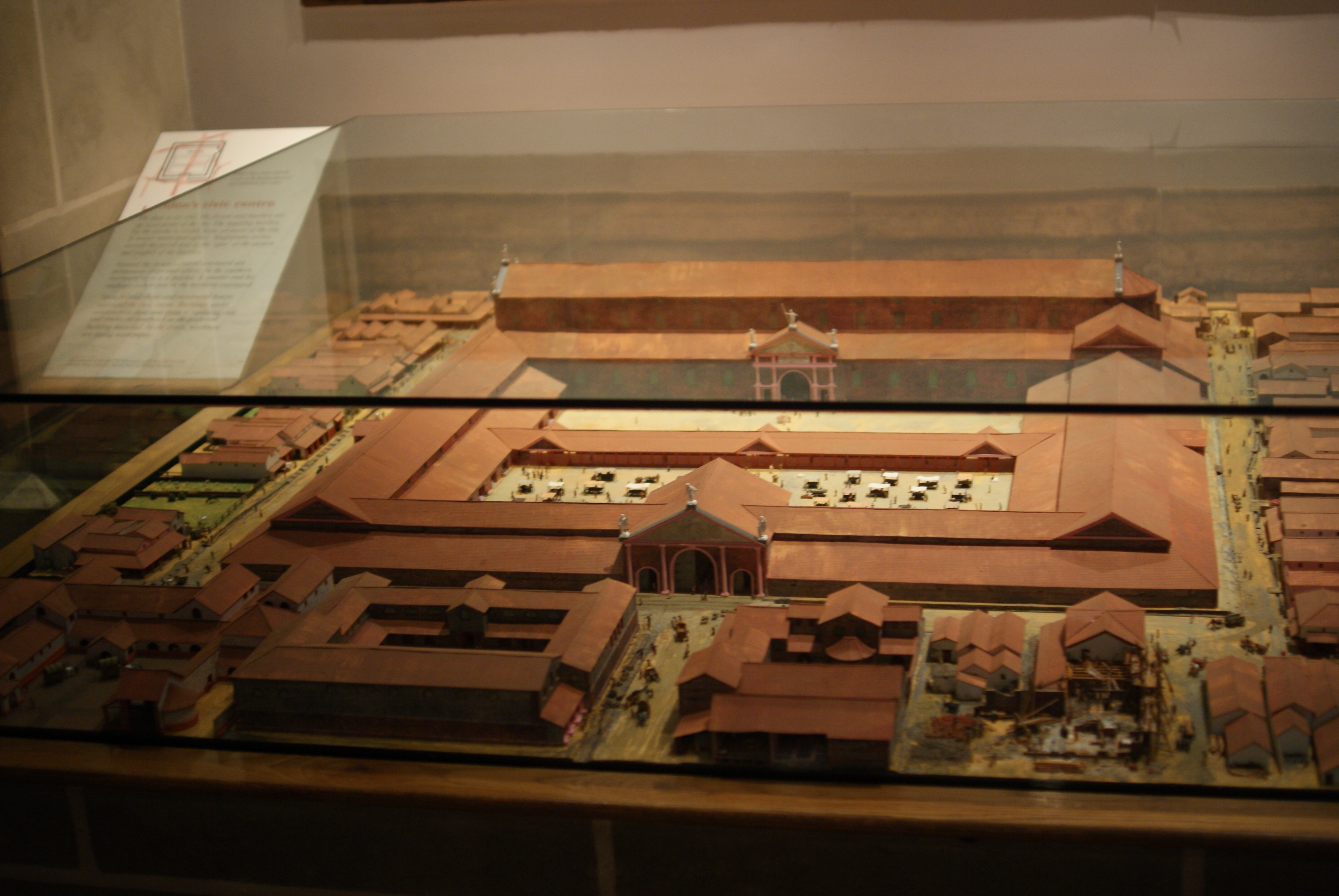
倫敦博物館展示了擴建後的羅馬廣場的模型

2世紀初，倫蒂尼恩獲得了空前的發展。它從大火中復原，約140年再度擁有45,000-60,000的人口，石屋和公共建築相繼施工。一些地區營建了密集的住宅（多姆斯），供上流和富人居住。城內以管道供水， 排水系統亦「相當精密」。 總督宮殿重建。 而羅馬廣場圍繞着原來的廣場延伸，90年動工，120年完工，歷時30年，形成一個接近完美的正方形，面積168米 × 167米（551呎 × 548呎）。 三層高的巴西利卡，在城中各處皆可望到，亦是羅馬帝國在阿爾卑斯山以北的最大型建築； 倫蒂尼恩的集市比得上羅馬同類的規模，亦是奥古斯塔·特里沃鲁姆（Augusta Treverorum；今德國特里爾）成為首都前，羅馬帝國北部最大的集市。  朱比特神廟得以復修。 公共、私人浴場相繼建造。一座兵營約建於120年，負責城西北的防禦。 要塞呈正方形（有小圓角），面積逾200米 x 200米，佔地4.9公頃（12英畝）。每面中央有一間門房，角落和牆角築起數座石塔。 圓形競技場在現今市政廳的地下和旁邊被發現； 場內的羅馬角鬥免費。 兩岸的大型的港口建設（近今倫敦橋）1980年代被發現。

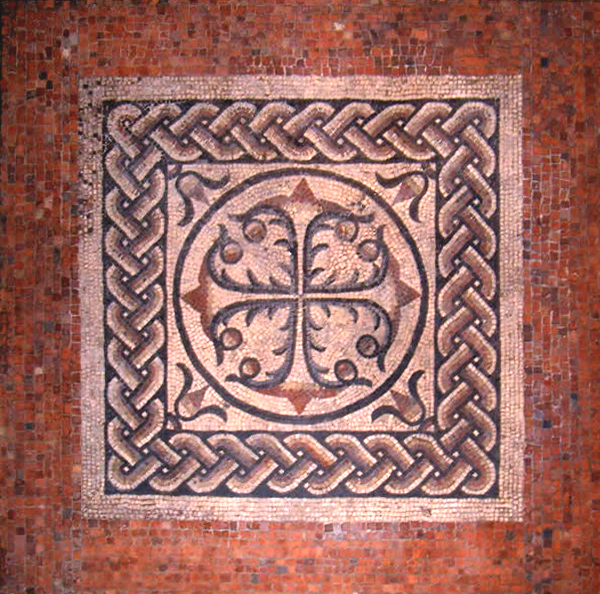
羅馬式鑲嵌地板（倫敦博物館藏）

2世紀後半葉，倫蒂尼恩建有不少完備的大型石建築，一些更配以壁畫、羅馬式鑲嵌地板，以及底層地板火炕供暖装置。比靈斯門羅馬房屋（Roman house at Billingsgate）臨水而建，設有浴場。 這些建設大大降低了城內的建築密度。2世紀後半葉，倫蒂尼恩的範圍和人口均萎縮。此事起因不明，然而根據西歐其他地區的記載，165至190年間的安東尼瘟疫肆虐，殺害了大批人民。哈德良下令修築長城，羅馬帝國停止在不列顛擴張，亦可能打擊了倫蒂尼恩的經濟。倫蒂尼恩在羅馬時期餘下的光景中仍見重要，然而已大不如前。考古學家發現，城內大部分地區被黑土覆蓋了數個世紀。

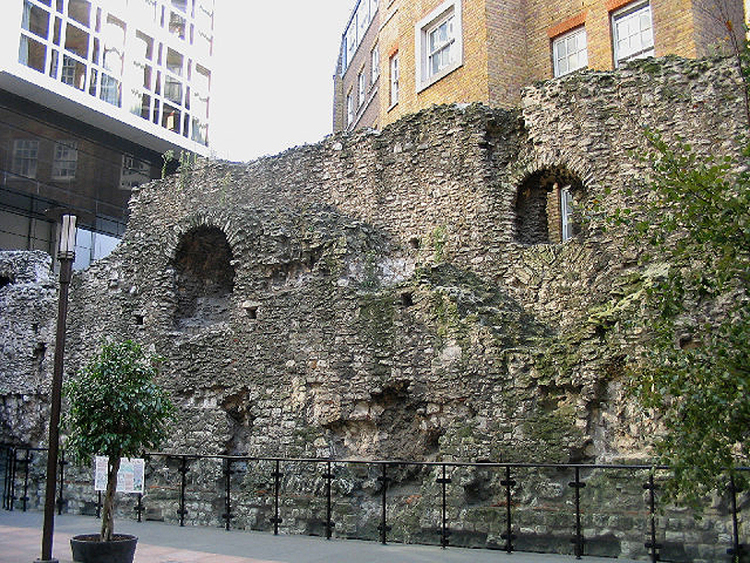
塔山站後的倫敦城牆遺址（攝於2005年）

### 倫敦城牆
190至225年間，羅馬人在城中近陸處以用硬質岩（ragstone）修築了倫敦城牆，是不列顛尼亞行省的最大建設之一，與哈德良長城及羅馬道路網絡齊名。

## 文物古蹟

### 考古發掘

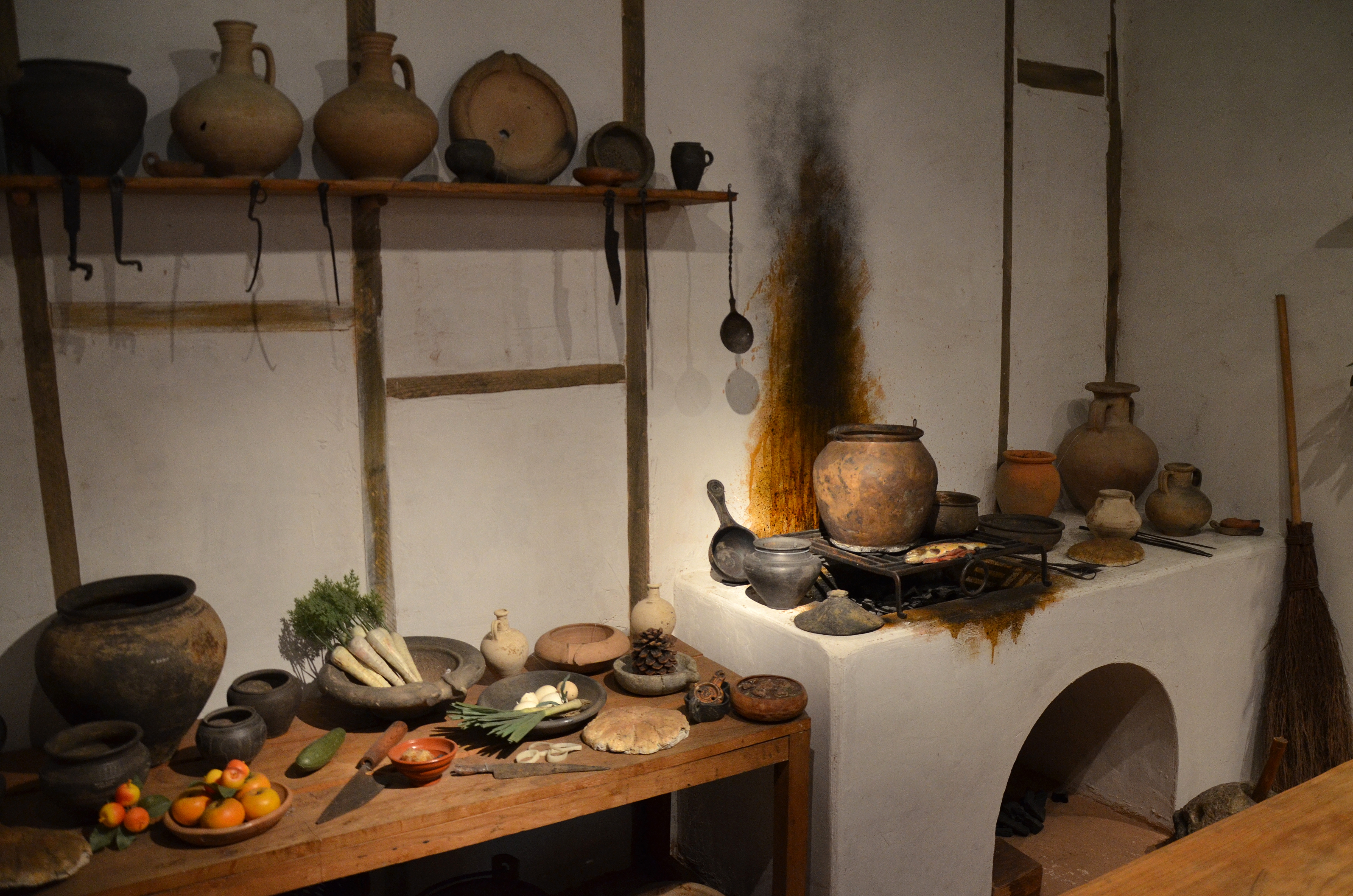
倫敦博物館內重現的羅馬式廚房（culina）（攝於2014年）

不少遺跡尚埋藏倫敦地底，但難以探知。綜觀倫敦的地質，由地層深部磚土、沙粒，以及倫敦黏土上的碎石組成。 羅馬碎石路的特徵，在於碎石反復分層堆放，或碎石的跨度可追蹤至數個地點。木組件的微小殘餘物難以察覺。石建築或曾留下地基，但往往在中世紀至近世被拆除，石磈改用於大廣場的營建。

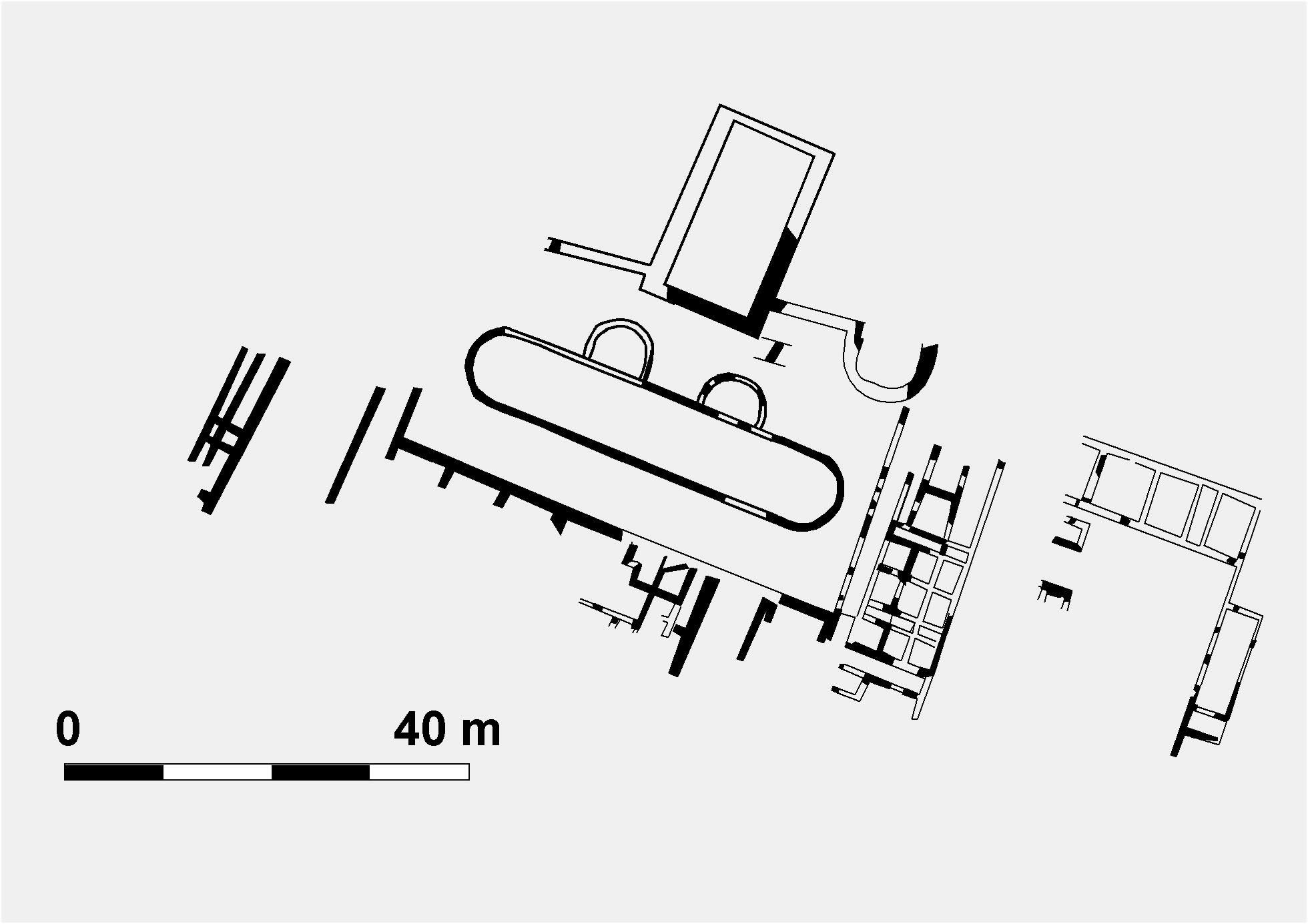
1世紀總督宮殿（據推斷）的平面圖

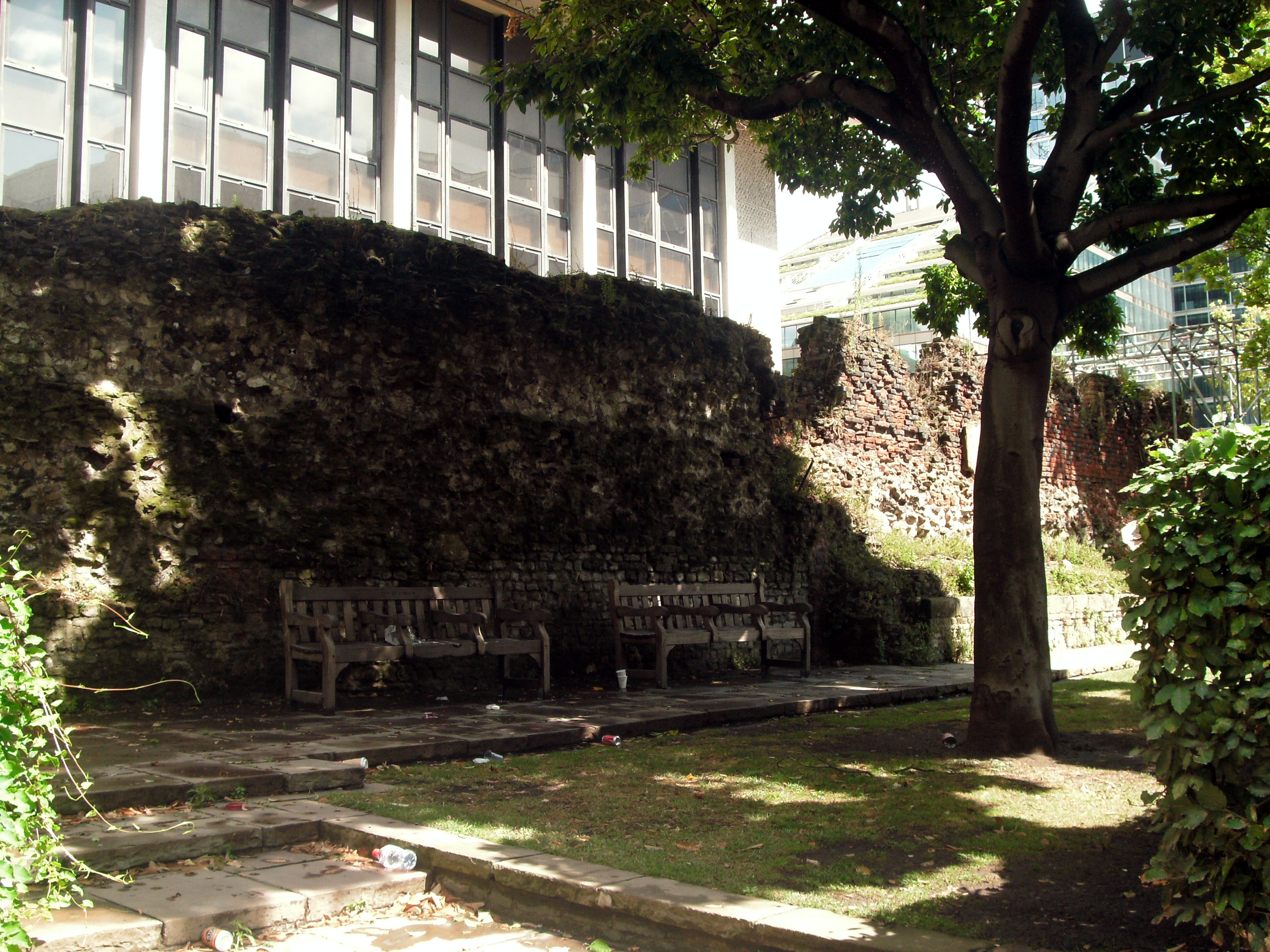
羅馬時期倫敦城牆遺址之一（今St Alphege London Wall）

針對羅馬倫敦的首份全面的考古學報告成於17世紀，1666年倫敦大火後。建築師克里斯多佛·雷恩替盧德門山上的聖保羅座堂修繕時，並無發現支持威廉·卡姆登論點的記載。  19世紀期間，乃至第二次世界大戰中納粹德國策動的倫敦大轟炸之後，倫敦的大範圍重建考慮到古倫敦的大部分地區，加以紀錄和保護，同時帶來現代的更新。

### 展覽
羅馬倫敦的重要考古發現，包括鑲嵌工藝、城牆瓦礫及古建築，曾藏於倫敦博物館及數間市政廳博物館。 1965年後匯合，展於現今的倫敦博物館（近巴比肯藝術中心）。一間以倫敦港口歷史為主題的分館——倫敦碼頭區博物館，2003年在道格斯島開幕。其他羅馬倫敦的考古發現，將由大英博物館繼續存放。
城牆遺跡大部分屬於中世紀，而羅馬時期一段在塔丘站附近、Coopers Row 8-10號一間酒店的庭院，以及Wood街旁邊的St Alphege Gardens都可以見到。 有一段河堤可在倫敦塔上眺望。 圓形競技場的局部遺跡於市政廳藝廊展出。 城西北的羅馬時期要塞，其西南塔樓仍可從Noble街見到。 偶有羅馬時期遺跡納入了新建築地基的範圍，有待日後研究，但公眾一般無法造訪。

## 備註

古典时代晚期不列顛尼亞行省的略圖，按現今泰晤士河河岸繪製。已發現的道路標為雙線，據推測者則標為單線。

1. ↑  又譯倫丁尼姆、朗蒂尼亞姆

## 延伸閱讀
- John Timbs（英语：John Timbs）, ,  2nd, J.C. Hotten, 1867, OCLC 12878129

## 外部連結
- Roman London （页面存档备份，存于），世界城市的歷史
- Roman London, Encyclopædia Britannica（大英百科全書）
- A map of known and conjectural Roman roads around Londinium （页面存档备份，存于）, from London: A History
- The eastern cemetery of Roman London: excavations 1983–90 （页面存档备份，存于）, Museum of London Archive